# Cimet
Cimet je jedna od najstarijih mirodija, a potječe s Istoka. Najveći dobavljač cimeta je Indonezija. Razlikujemo cejlonski cimet i kasija cimet, koji potječe s Burme.
Cimet se prodaje u dva oblika: štapići cimeta (cimet u kori) i mljeveni.
Cejlonski cimet se najčešće prodaje u obliku štapića ima nježniju i pikantniju aromu, a koristi se za oplemenjivanje kompota, slatkih jela, variva, vrućih napitaka.
Kasija cimet je nešto oštrijeg okusa, lagano pecka jezik, više se upotrebljava za posebna jela i umake i njega najčešće nalazimo u mljevenom obliku.

## Zdravlje
Istraživanje je pokazalo, kako cimet smanjuje srčana oboljenja i dijabetes za 23 posto. Provedena studija pronašla je antioksidativna svojstva u cimetu, koja pomažu protiv nastanka dijabetesa. Potvrđeno je, da cimet pomaže: kod upala i infekcija, suzbija širenje leukemije i limfoma, ublažava probavne smetnje, regulira količinu šećera u krvi, pomaže u mršavljenju, ublažava reumatske bolove, poboljšava aktivnost mozga, smanjuje količinu lošeg kolesterola, uklanja gljivične infekcije i ublažava menstrualne tegobe. Cimet sadrži visoke razine antioksidansa i fenola, koji pomažu kod liječenja infekcija
Cimet je prirodni konzervans pa kada se dodaje hrani usporava rast i razvoj bakterija. Veliki je izvor mangana, vlakana, željeza i kalcija.
Utvrđeno je, da mješavina meda i cimeta liječi mnoge bolesti. Ta kombinacija se koristila kao lijek već stoljećima.  Med i cimet imaju ljekovita svojstva, koja, ako se pomiješaju, daju lijek izvanredne moći, mirisa i okusa.

## Vanjske poveznice
- Oprez, nije svaki cimet zdrav